# 帯津良一
帯津 良一（おびつ りょういち、1936年2月17日 - ）は、日本の医師、著述家、帯津三敬病院名誉院長。
埼玉県川越市生まれ。東京都立小石川高等学校を経て、1961年に東京大学医学部医学科を卒業。医学博士。東京大学医学部第三外科、東京都立駒込病院外科医長などを経て、1982年、埼玉県川越市に帯津三敬病院を設立。西洋医学に中国医学や代替療法を取り入れ、医療の東西融合という新機軸を基に、がん患者などの治療に当たる。人間をまるごと捉えるホリスティック医学の第一人者として、日本ホリスティック医学協会会長・現名誉会長、日本ホメオパシー医学会理事長、国際生命情報科学会(ISLIS)会長、その他数多くの団体の役職なども務める。

## 著書
- ガンに勝つ<食・息・動・考>強健法 講談社 1987.2
- 健康革命 「心身一如」の医療を考える 現代書林 1989.6 (気の科学シリーズ)
- 自然治癒力の高め方 神様がくれたこの不思議な力 ごま書房 1994.2
- 気功で病気を治す小事典 写真でわかる症状別気功法 胃潰瘍から肝炎、高血圧、喘息、糖尿病、リウマチ、がんまで 二見書房 1994.4 (サラ・ブックス)
- ガンに克つ究極の調和道呼吸法 西洋医学の壁を破る自然治癒力の開発 祥伝社 1994.6 (ノン・ブック)
- 宮廷二十一式呼吸法 成人病・慢性病に効く中国・清朝の秘伝 ごま書房 1994.6 (ゴマブックス)
- 気場のパワー 医療を超える現代養生法 いのちの深層 海竜社 1994.10
- あなたを健康に導く「生命場」の法則 東洋経済新報社 1994.11
- 自分の体は自分で治せる ホリスティック医療の現場から 実務教育出版 1994.11
- 気・甦る生命場 ガンに打ち克つもの スリーエーネットワーク 1995.3
- 自然治癒力を高める生活術 薬と医者にはもう頼らない ごま書房 1995.7
- 「生命場」の奇跡 生きるとは「場」をととのえること サンマーク出版 1995.7 「癒しの法則」文庫
- ガン専門医が見つめた病むということ死ぬということ 生命場は永遠に生きる 海竜社 1995.10
- 手塚治虫の愛と癒しの書 永遠のいのちのなかの生老病死 たま出版 1996.6
- がんになったとき真っ先に読む本 草思社 1996.8
- 自然治癒力の驚異 講談社 1996.9 (健康ライブラリー)
- がんは心で癒せる 自然治癒力を高める「ホリスティック」の方法 大和出版 1997.4
- 自然治癒力 帯津博士が提唱する“心・食・気"の三原則 ごま書房 1997.11 (ゴマブックス)
- がんと向き合う家族のための本 大和書房 1998.5
- がんを喰う人、食われる人 黙出版 1998.6
- 気功的人間になりませんか ガン専門医が見た理想的なライフスタイル 風雲舎 1999.3
- 身近な人がガンになったとき何をなすべきか 講談社 1999.8
- あなたの自然治癒力が目覚める! 薬よりも医者よりも、あなた自身の力が病気を治す 青春出版社 2000.3 (プレイブックス)
- 大豆の凄い薬効 ガン、糖尿病、高血圧、心臓病から更年期障害、骨粗しょう症、ボケ…最新医学が注目する驚異の予防、治癒力 宙出版 2000.7
- <いのち>の場と医療 心・身体・宇宙の癒し 春秋社 2000.11
- がんバイブル 西洋医学の限界を超えるホリスティック医療 竹内書店新社 2001.4
- 帯津良一の現代養生訓 春秋社 2001.7 「ホリスティック養生訓」2009
- 魂の癒し体の癒し 自然治癒力が目覚める養生塾 海竜社 2001.9
- 帯津良一が語るガンと気功と代替療法 動きはじめた「人間まるごとの医療」 スリーエーネットワーク 2001.12
- 帯津良一のいのちの勉強 「いつでも死ねる」生き方のすすめ BABジャパン出版局 2002.7  「めでたくポンと逝(い)く」文春文庫
- あきらめないガン治療 ホリスティック医療の実践 2002.11 (PHP新書)
- 帯津良一の養生は爆発だ! ビジネス社 2004.2
- ガンに勝った人たちの死生観 主婦の友社 2004.4 「がん患者治す力」朝日文庫
- 帯津良一の五十歳からの養生入門  こころ・呼吸・気功・食の養生 海竜社 2004.9
- 帯津流がんと向きあう養生法 心体気 日本放送出版協会 2005.2
- この病気にはこの気功が効く 帯津三敬病院で実証! 二見書房 2005.4
- いい場を創ろう 「いのちのエネルギー」を高めるために 風雲舎 2005.7
- あるがままに生き死を見つめる7つの教え 講談社 2005.11
- ホメオパシー 金芳堂 2007.2 (補完・代替医療)
- まるごと〈健康〉 春秋社 2007.5
- 死を思い、よりよく生きる 廣済堂出版 2007.11 (健康人新書)
- 「体内の循環」を良くすれば病気は治る! 三笠書房 2007.11
- 健康になる格言 草思社 2007.11
- 大養生 スピリチュアルに生きる 太陽企画出版 2008.1
- 病気になってからの生き方 あなたの中の自然治癒力を高める 2008.4 (サンガ新書)
- 自然治癒力で生き返る 2008.7 (角川oneテーマ21)
- 白隠禅師の気功健康法 新呼吸法「時空」実践のすすめ 佼成出版社 2008.8
- ドクター帯津良一のときめき養生食 海竜社 2008.9
- 達者でポックリ。 東洋経済新報社 2008.10
- 心の掃除で病気は治る 「いのち」の力を引き出す生き方 文芸社 2008.11
- 死を生きる。 朝日新聞出版 2009.2
- ホリスティック医学入門 ガン治療に残された無限の可能性 2009.3 (角川oneテーマ21)
- 今日よりも、よい明日 角川SSコミュニケーションズ 2009.4
- 養生という生き方 JTBパブリッシング 2009.5
- 一病あっても、ぼちぼち元気 中高年のための帯津式健康法 PHP 2009.8
- 帯津良一のホメオパシー療法 こころ、からだ、魂に響く ビイング・ネット・プレス 2009.8 (地球人ブックス)
- 図解・病気を治す自然治癒力の高め方 現代医学出版 2009.10
- ポックリ名人。 東洋経済新報社 2009.10
- 〈万物〉を敬う 生命力を高める医療 春秋社 2009.12
- ピンピン、コロリ。気持ちよく生き愉しい死に方をするために 青志社 2010.2
- 全力往生 あの世とこの世にときめきを 小学館 2010.3
- 生きるも死ぬもこれで十分 法研 2010.6
- 定年から輝く生き方 一生モノの成功法則 東洋経済新報社 2010.7
- 1日1分の呼吸法 「深く吐く息」で、ストレスに強くなる 大和書房 2010.12

## 共編著
- 気功太極拳 不老長生白鶴の舞 長岡隆司共著 谷口書店 1990.2
- ガンを治す大事典 治療法のすべてがわかる本 最新医学療法から漢方療法、心理療法、代替(民間)療法まで 二見書房 1991.4
- アトピーを治す大事典 二見書房 1992.10
- <図解>気功のすべて PHP研究所 1994.6
- 枇杷の葉パワー健康法  肝臓病・アトピーからガン予防まで 古瀬政勝共著 広済堂出版 1995.3
- 魂が癒されるとき 気功・ホリスティック医学・ガン治療をめぐる対話 津村喬共著 創元社 1996.7
- 癒しの食事学 幕内秀夫共著 東洋経済新報社 1997.5 「なぜ「粗食」が体にいいのか」三笠書房 (知的生きかた文庫)
- 私たちがガンを治した体験談集 二見書房 1997.12 (サラ・ブックス)
- いちばん納得できるガンとのつき合い方 山崎章郎共著 PHP研究所 1998.11
- 痛みをとる大事典 この痛みには、この治療法! 最新外科療法、薬物療法から漢方療法、代替(民間)療法まで 二見書房 1998.3
- がんは不治の病か 中西医結合のがん治療最前線 李文瑞共著 丸山学芸図書 1998.12
- ガンの治療法はこれほどある ガンとうまくつきあう治し方 和田努共著 有楽出版社 1999.4
- 気とエントロピー  医者と患者に役立つ東洋医学 槌田敦共著 ほたる出版 1999.6
- <気>と呼吸法 鎌田茂雄共著 春秋社 1999.7
- 病気は自分で治す、大自然に癒される 「ホリスティック医療」の今を語る 帯津良一先生に聞く 大星光史 考古堂書店 2003.1 (人間回復の医療シリーズ)
- <呼吸〉という生きかた 板橋興宗共著 春秋社 2003.7
- 〈気〉の鍛錬 人生は日常にあり 鎌田茂雄共著 春秋社 2004.4
- ホリスティック・カウンセリング 心を癒して体を治す 大須賀克己 春秋社 2005.2
- がんを治す在宅療法大事典 退院後から始まる本当の闘い 食事療法から漢方療法・気功・心理療法・ホメオパシーまで 二見書房 2005.11
- 花粉症にはホメオパシーがいい 治療現場からの報告 アトピー性皮膚炎からがんまで、エネルギー医学の大きな力 板村論子 風雲舎 2006.2
- 帯津良一「人間まるごと、いのちまるごと」 あらゆる方法を尽くして「がんと闘う」帯津三敬病院の挑戦 寺門克 工学図書 2006.9
- もうひとつの地平を見つめて 新しいガン治療 王振国共著 K&Bパブリッシャーズ 2006.10
- 健康問答 本当のところはどうなのか?本音で語る現代の「養生訓」。 五木寛之共著 平凡社 2007.4 のちライブラリー
- 静けさに帰る 加島祥造共著 風雲舎 2007.11
- いのちの力 藤波源信共著 経済界 2007.12
- 健康問答 2 五木寛之 平凡社 2007.12 「養生問答」ライブラリー
- 帯津良一・王振国対論漢方ガン治療 K&Bパブリッシャーズ 2007.12
- 宮廷養生法 いのちの輝きをとり戻す薬膳・気功・マッサージ 楊秀峰共著 サンガ 2009.2
- 生きる勇気、死ぬ元気 五木寛之共著 平凡社 2009.5
- 病気にならない全身の「ツボ」大地図帖 藤井直樹共著 三笠書房 2009.10 (知的生きかた文庫)
- 図解雑学 養生訓  ナツメ社 2010.2
- 50歳からの免疫力と快楽 幕内秀夫 ブックマン社 2010.5
- 病気にならない食べ物事典 粗食が自然治癒力を高める 検見崎聡美共著 2010.6 (PHP文庫)
- ときめき養生訓 攻めの養生と医療気功のススメ 鵜沼宏樹共著 エクスナレッジ 2010.8